# Kirby (personnage)
Pour les articles homonymes, voir Kirby.
 (octobre 2023).
Si vous disposez d'ouvrages ou d'articles de référence ou si vous connaissez des sites web de qualité traitant du thème abordé ici, merci de compléter l'article en donnant les références utiles à sa vérifiabilité et en les liant à la section « Notes et références ».
Kirby (カービィ, Kābī, prononcé en japonais : [kaːbiː]) est un personnage de jeu vidéo, créé par Masahiro Sakurai pour la firme Nintendo. C'est une petite boule rose originaire de la planète Popstar et qui aspire ses ennemis pour « copier » leurs pouvoirs.
Apparu pour la première fois dans Kirby's Dream Land sur Game Boy, il est le protagoniste principal de nombreux jeux et le héros de l'anime Kirby: Right Back at Ya!.

## Origines
Masahiro Sakurai, designer pour la firme Nintendo, proposa au début des années 1990, le design de son ennemi juré DeDeDe (alias DaDiDou en français) pour un jeu de plates-formes pour débutants. Avant d'envisager un design quelconque, Masahiro Sakurai commença par créer une boule ronde munie de bras et de jambes afin de faciliter le travail des animateurs. Cependant, au fil du temps, l'équipe de production a fini par s'attacher à ce personnage mignon et a choisi de le garder. Le personnage alors en cours de validation, fut l'occasion pour Nintendo de remercier à nouveau son avocat, John Kirby, qui a défendu Nintendo dans un procès très médiatique de 1982 à 1986 l'opposant à Universal (affaire Donkey Kong, Universal City Studios, Inc. v. Nintendo Co., Ltd. (en)). C'est ainsi que naquit le personnage de Kirby.

## Personnages

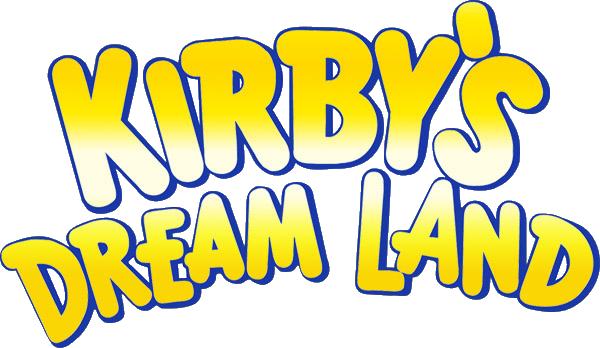
Logo du jeu vidéo Kirby's Dream Land.

Dans Kirby's Dream Land, Kirby avait l'apparence d'une simple boule blanche (du moins en occident ; il est jaune dans la version japonaise). Dès les épisodes suivants, il deviendra, comme on le connaît aujourd'hui, rose. En dépit de son apparence mignonne, Kirby possède des pouvoirs qui le mettent en valeur. En effet, la particularité de Kirby est qu'il peut aspirer (tel un aspirateur avec une plus grande puissance) tout ce qu'il voit, que ce soit des objets ou des ennemis. Il peut voler en aspirant de l'air, qu'il recrache ensuite. Il peut également regagner de la vie en mangeant des Maxi-Tomates, des sodas (d'autres nourritures apparaîtront par la suite, lui faisant regagner plus ou moins d'énergie), des sucres d'orge le rendant invincible pendant un temps et, comme dans la plupart des jeux de plates-formes, des bonus lui faisant regagner une vie.
Dans le jeu vidéo, Kirby a une nouvelle capacité : il peut copier les pouvoirs de ses adversaires en les avalant après les avoir aspirés. Ensuite, à partir de Kirby's Dream Land 2, il peut se faire aider par ses amis qui ne sont autres qu'un hamster (Rick), un poisson (Kine), un hibou (Coo). Dans le troisième volet, quatre autres les rejoindront : une pieuvre (Chuchu), un oiseau (Pitch), un chat (Nago) ainsi qu'un ancien Dark Matter (ennemis du jeu) reconverti qui a rejoint le camp de Kirby (Gooey).
Le but de Kirby est de protéger sa planète Popstar, qui a l'apparence d'une étoile, des envahisseurs qui tentent de la prendre sous leur contrôle. Ainsi ce dernier s'est confronté à divers ennemis comme le Roi DaDiDou, Psychédiablik, Meta Knight, Dark Matter, Zero (appelée dans Kirby64 02 (Zero-Two)), Nightmare, Dyna Blade, Magolor et bien d'autres. Il a aussi fait plusieurs apparitions dans la série Super Smash Bros., et son skin est utilisé dans le jeu The Legend of Zelda: Link's Awakening. Avec le succès rencontré par les jeux vidéo Kirby, le personnage et son univers auront droit à une série animée, Kirby: Right Back At Ya!, qui, si elle ne reprend pas l'histoire des différents jeux, conservera une grande partie des personnages récurrents de l'univers en y ajoutant quelques nouveaux venus bien que certains ne sont apparus que dans un seul jeu de la série.

## Apparitions

### Série principale

Logo du jeu vidéo Kirby Super Star Ultra.

- Kirby's Dream Land (Game Boy, 1992)
- Kirby's Adventure (Famicom/Nintendo Entertainment System, 1993)
- Kirby's Dream Land 2 (Game Boy, 1995)
- Kirby Super Star (Super Famicom/Super Nintendo, 1996)
- Kirby's Dream Land 3 (Super Famicom/Super Nintendo, 1998)
- Kirby 64: The Crystal Shards (Nintendo 64, 2000)
- Kirby: Nightmare in Dream Land (Game Boy Advance, 2002)
- Kirby and the Amazing Mirror (Game Boy Advance, 2004)
- Kirby : Le Pinceau du pouvoir (Nintendo DS, 2005)
- Kirby : Les souris attaquent (Nintendo DS, 2007)
- Kirby Super Star Ultra (Nintendo DS, 2008, 2009)
- Kirby : Au fil de l'aventure (Wii, 2010)
- Kirby: Mass Attack (Nintendo DS, 2011)
- Kirby's Adventure Wii (Wii, 2011)
- Kirby: Triple Deluxe (Nintendo 3DS, 2014)
- Kirby et le Pinceau arc-en-ciel (Wii U, 2015)
- Kirby: Planet Robobot (Nintendo 3DS, 2016)
- Kirby Star Allies (Nintendo Switch, 2018)
- Kirby et le monde oublié (Nintendo Switch, 2022)
- Kirby's Return to Dream Land Deluxe (Nintendo Switch, 2023)

### Jeux dérivés
- Kirby's Pinball Land (Game Boy, 1993)
- Kirby's Dream Course (Super Famicom/Super Nintendo, 1994)
- Kirby's Avalanche (Super Nintendo, 1995)
- Kirby's Block Ball (Game Boy, 1995)
- Kirby's Star Stacker (Game Boy, 1997)
- Kirby no Kirakira Kizzu (Super Famicom, 1998)
- Kirby Tilt'n'Tumble (Game Boy Color, 2001)
- Kirby Air Ride (GameCube, 2003)
- Kirby Fighters Deluxe (Nintendo 3DS, 2015)
- Team Kirby Clash Deluxe (Nintendo 3DS, 2017)
- Kirby Battle Royale (Nintendo 3DS,  2017)
- Kirby's Blowout Blast (Nintendo 3DS, 2017)
- Kirby Fighters 2 (Nintendo Switch, 2020)
- Kirby's Dream Buffet (Nintendo Switch, 2022)

### Autres apparitions
- The Legend of Zelda: Link's Awakening (Game Boy/Color, 1993)
- Super Smash Bros. (Nintendo 64, 1999)
- Super Smash Bros. Melee (GameCube, 2001)
- Super Smash Bros. Brawl (Wii, 2008)
- Super Smash Bros. for Nintendo 3DS / for Wii U (Nintendo 3DS et Wii U, 2014)
- Super Smash Bros. Ultimate (Nintendo Switch, 2018)

En 1999, Nintendo et HAL Laboratory sortent un jeu de combat multijoueur nommé Super Smash Bros. sur Nintendo 64. Le jeu contient 12 mascottes de Nintendo dont Kirby. Super Smash Bros. Melee, la suite sur GameCube, est sortie peu après la console, en 2001. En 2008, dans Super Smash Bros. Brawl, le 3e opus sorti en 2008 sur Wii, Kirby est toujours là et apparaît comme l'un des huit vétérans de la série. En 2014, Kirby revient dans Super Smash Bros. for Nintendo 3DS / for Wii U sur Nintendo 3DS et Wii U. Il est disponible en 2018 dans Super Smash Bros. Ultimate sur Nintendo Switch.
Dans Super Smash Bros., Kirby garde son habileté à voler (sous la forme de cinq sauts consécutifs au lieu de deux, grâce à un double saut pour les autres personnages), et peut avaler ses ennemis, leur empruntant ainsi leurs coups spéciaux comme dans tous les jeux Kirby. Il peut aussi se transformer en pierre, infligeant beaucoup de dommages, ce qui est une des capacités qu'il peut apprendre d'un ennemi récurrent de la série. Sa troisième attaque spéciale consiste en un grand saut, armé d'un sabre qui, en redescendant, envoie une onde de choc devant lui (cette capacité se retrouve dans les jeux Kirby avec le pouvoir Cutter ou Épée, selon les jeux). À partir de Super Smash Bros. Melee, il a aussi le pouvoir d'effectuer une attaque lente, mais puissante, avec un maillet, ou de foncer droit devant lui entouré de flammes (attaque correspondant à la technique Torche ou Feu dans certains jeux), mais son attaque en courant change dans Brawl contre une sorte d'attaque toupie où Kirby tourne sur ses mains, frappant avec les pieds (l'attaque qu'il emprunte du pouvoir Yo-yo). Il peut également utiliser des clés qu'il tire des pouvoirs Combat et Lutteur, pour projeter ses ennemis.
Kirby est réapparu dans Super Smash Bros. Brawl sur Wii, accompagné de deux nouveaux personnages jouables issu de son univers, Meta Knight, un mystérieux chevalier et le Roi Dadidou, ennemi récurrent dans la série de jeux principale. Kirby, Meta Knight et Roi Dadidou sont réapparus dans Super Smash Bros. for Nintendo 3DS / for Wii U sur Nintendo 3DS et Wii U et Super Smash Bros. Ultimate sur Nintendo Switch. Son gameplay est proche de celui des jeux d'origine, et en plus de sa naturelle capacité d'absorption, il se sert d'attaques qu'il peut utiliser dans les autres jeux en avalant des ennemis.
Dans Kirby and the Amazing Mirror, Kirby a les mêmes mouvements que dans Super Smash Bros. Melee en battant en avalant une version plus petite de la Créa-Main, le boss final de la série Super Smash Bros., dans ce jeu un mini-boss.
Dans la communauté e-sport des jeux, Kirby est peu utilisé, étant un personnage petit et lent. Toutefois, il était très populaire dans le premier jeu de la série et était considéré comme le deuxième personnage le plus puissant.

### Série télévisée
- Kirby: Right Back at Ya! est un dessin animé.

### Manga
Kirby apparaît dans le manga Les aventures de Kirby dans les étoiles (星のカービィ―デデデでプププなものがたり, Hoshi no Kirby Dedede de Pupupu na Monogatari) de Hirokazu Hikawa, adapté de la série de jeux vidéo Kirby. La version française est publiée par Soleil Manga⁣.

## Mème internet

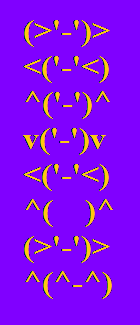
Danse de Kirby.

Kirby a été l'origine de ce que l'on pourrait qualifier d'un mème qui prend la forme d'une chanson nommée "Falcon Punch". Elle est une reproduction de la musique "Gourmet Race", l'une des plus connues de la série Kirby. La mélodie est reproduite par la voix de Kirby, empruntée à la série Super Smash Bros. On l'entend entre autres dire "Falcon Punch" (l'attaque qu'il utilise quand il a absorbé Captain Falcon), "Pikachu" (tout comme le fameux Pokémon, il prononce son nom quand il utilise l'une de ses attaques après l'avoir absorbé), et on reconnaît dans la chanson plusieurs provocations de Kirby.

### Émoticône
Kirby a aussi une série d'émoticônes non officiel le représentant se déplaçant à gauche ou à droite : <('-'<) <('.'<) (>'.')> (>'-')>, dansant : ^('-')^ <('.')> v('-')v, s'embrassant : (>*-*)> <(*-*<), boxant : (ɔ-_- )ɔ c(-_- c), etc.,